# Хајнкел HD-19
Хајнкел HD-19 је немачки ловачки авион који је производила фирма Хајнкел. Први лет авиона је извршен 1928. године. 

Највећа брзина авиона при хоризонталном лету је износила 215 km/h.
Распон крила авиона је био 11,00 метара, а дужина трупа 9,26 метара. Празан авион је имао масу од 1175 килограма. Нормална полетна маса износила је око 1725 килограма.

## Наоружање
| Наоружање авиона: Хајнкел      |                      |
| Ватрено (стрељачко) наоружање  |                      |
| Топ                            |                      |
| Митраљез                       |                      |
| Број и ознака митраљеза        | 2 напред, 1 у турели |
| Калибар                        | 8                    |
| Бомбардерско наоружање (бомбе) |                      |
| Ракетно наоружање (ракете)     |                      |